# كلارا لوفانجا
كلارا كليتوس لوفانجا ولدت في 25 فبراير/شباط 2005 هي لاعبة كرة قدم دولية من تنزانيا تلعب كمهاجمة لفريق النصر ومنتخب تنزانيا لكرة القدم.

## وقت مبكر من الحياة
لوفانجا هي أحد أفراد شعب هيهي.

## المسيرة الكروية للنادي

### دوكس لوغرونيو
وقعت لوفانجا في أغسطس/آب 2023، مع نادي الدرجة الثانية الإسباني دوكس لوغرونيو. قدمت أول ظهور رسمي لها بقميص DUX Logroño في 30 أغسطس/آب ضد UDL وساعدتهم في تحقيق فوز بنتيجة 7-0. وشاركت في إجمالي ست مباريات وسجلت هدفين قبل أن تغادر النادي للانضمام إلى نادي النصر.

### النصر
انضمت لوفانجا في أكتوبر/تشرين الأول 2023، إلى نادي النصر في الدوري السعودي للسيدات. ظهرت في 13 أكتوبر/تشرين الأول 2023 لأول مرة مع نادي النصر في فوز 6-0 على الرياض. في 3 نوفمبر/تشرين الثاني 2023، سجلت هدفها الأول، بتسجيلها هدفين ضد فريق إيسترن فليمز.

## المسيرة المهنية الدولية
كانت لوفانجا هدافة تصفيات كأس العالم الأفريقية للسيدات تحت 17 سنة 2022 برصيد عشرة أهداف.

## الأوسمة

### النصر
- الدوري السعودي للسيدات الممتاز: 2023-2024[9]

فردي
- هدف شهر ديسمبر 2023 في الدوري السعودي للسيدات

## الحياة الشخصية
اتُهمت لوفانجا بأنها ذكر.